# John Barry (tennis)
Pour les articles homonymes, voir John Barry et Barry.
John A. Barry, né le 10 décembre 1928, est un joueur néo-zélandais de tennis.

## Carrière
Au championnat de tennis d'Australie 1951, après une victoire sur Ken Rosewall, il se retrouve en huitième de finale où il perd contre la tête de série no 8 George Worthington.
Joueur de l'équipe de Nouvelle-Zélande de Coupe Davis, il joue en 1947 et 1954 contre la Tchécoslovaquie, la Norvège puis la Hongrie : il remporte une victoire pour 4 défaites en simple.
Il joue de 1947 à 1959 puis en 1968 pour, à 64 ans en 1992, jouer un match de double dans un tournoi satellite aux États-Unis, perdu 1-6, 2-6.
Il a remporté 5 tournois.